# Pallaszovkai járás

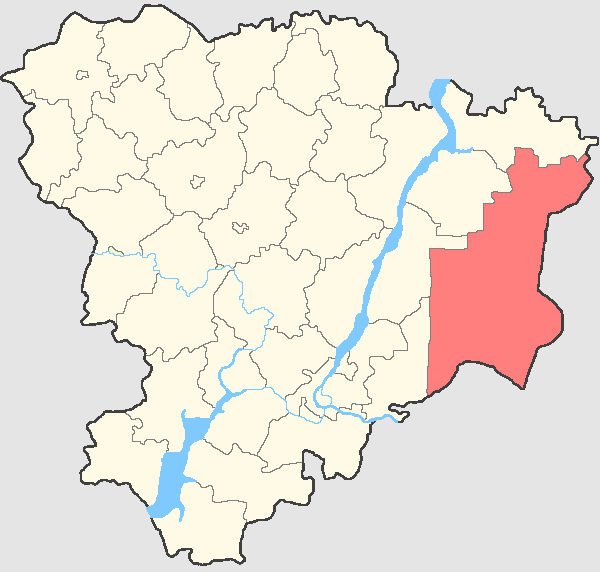
A Pallaszovkai járás a Volgográdi területen

A Pallaszovkai járás (oroszul Палласовский муниципальный район) Oroszország egyik járása a Volgográdi területen. Székhelye Pallaszovka.

## Népesség
- 1989-ben 48 013 lakosa volt.
- 2002-ben 47 347 lakosa volt.
- 2010-ben 43 293 lakosa volt, melyből 19 323 orosz, 18 866 kazah, 1 202 csecsen, 848 tatár, 679 német, 654 ukrán, 445 azeri, 136 csuvas, 103 moldáv, 82 koreai, 78 fehérorosz, 75 mari, 53 lezg, 53 üzbég, 49 örmény, 42 cigány, 32 ezid, 29 avar, 22 dargin, 22 mordvin, 21 baskír, 21 karakalpak, 13 oszét, 12 türkmén, 11 török stb.